# Rodina Carme

Tento diagram zobrazuje největší nepravidelné satelity Jupiteru. Umístění rodiny Carme se nachází ve střední nižší části. Vodorovná osa znázorňuje vzdálenost od planety, vertikální osa znázorňuje inklinace. Excentricita je znázorněna žlutými čarami, které také ukazují maximální a minimální vzdálenost od Jupiteru. Velikost jednotlivých planet je znázorněna kruhy v porovnání s ostatními.

Tento diagram porovnává oběžné prvky a relativní velikosti jednotlivých členů rodiny Carme. Vodorovná osa znázorňuje jejich průměrnou vzdálenost od Jupiteru, vertikální osa znázorňuje jejich orbitální inklinace a kruhy relativní velikost.

Rodina Carme je skupina retrográdních nepravidelných přirozených družic planety Jupiter, které obíhají po přibližně stejné oběžné dráze a jsou stejného původu.
Kolem Jupiteru obíhají ve vzdálenosti 22,9 až 24,1 Gm, s orbitální inklinací v rozmezí od 164.9° do 165.5° a excentricitou mezi 0,23 a 0,27.
Satelity patřící do této rodiny jsou:
- Herse
- S/2003 J 10
- Pasithee
- Chaldene
- Arche
- Isonoe
- Erinome
- Kale
- Aitne
- Taygete
- S/2003 J 9
- Carme
- S/2003 J 5
- S/2003 J 19
- Kalyke
- Eukelade
- Kallichore

IAU (International Astronomical Union) si zarezervovala jména končící na "-e" pro retrográdní satelity včetně členů této rodiny.

## Původ
Velmi malá disperze základních orbitálních prvků mezi hlavními členy rodiny (700 000 km rozdíl ve vzdálenosti oběžných drah, méně než 0,7° rozdíl v inklinací) poukazuje na to, že rodina Carme vznikla z jednoho původního tělesa, která se nárazem rozdělilo na více částí. Disperze může být vysvětlena velmi malým rychlostním impulsem (5 <δV <50 m / s). Původní těleso bylo o velikosti dnešního satelitu Carme s průměrem ~46 km, který dnes představuje 99% hmoty původního asteroidu.
Důkaz teorie o původním tělese vychází z viditelného zbarvení satelitů, které se jeví ve světle červené (BV = 0.76 a VR = 0.47) podobně jako satelity typu D. Tyto vlastnosti se podobají vlastnostem Hildiny skupiny a Troján.